# Mendexa
Mendexa è un comune spagnolo di 341 abitanti situato nella comunità autonoma dei Paesi Baschi.